# Сюжетна арка
Сюжетна арка (від англ. story arc) — послідовність епізодів у оповідальному творі мистецтва, пов'язаних загальною сюжетною лінією. Зазвичай термін застосовується лише стосовно телесеріалів та коміксів, тобто до творів, що видаються періодично. Функція сюжетних арок у тому, щоб полегшувати розуміння структури та орієнтацію у сюжеті тривалих оповідань.
Епізоди арки не обов'язково публікуються послідовно без розриву, у складних випадках основна сюжетна арка може перериватися окремими епізодами або дрібнішими арками, не пов'язаними з «вищою» сюжетною лінією.
На прикладі телесеріалів сюжетна арка — це зазвичай кілька серій із усього серіалу, іноді не пов'язаних сюжетом із рештою його частини, але пов'язаних між собою. Таких арок буває дещо в одному сезоні. Однак буває і навпаки, одна арка може охоплювати одразу кілька сезонів.